# Jérémie Boga
Jérémie Boga (Marsella, Francia, 3 de enero de 1997) es un futbolista franco-marfileño que juega como centrocampista en el O. G. C. Niza de la Ligue 1 de Francia.

## Trayectoria

### Chelsea Football Club
Llegó a Londres en el año 2008 con su familia, donde trabajaba su padre. Se unió a la academia de fútbol del Chelsea. Tuvo un gran pasaje por las infantiles del club.
Debutó en la Premier Reserve League el 20 de febrero de 2012, con 15 años y 44 días, se enfrentó a Fulham de local. A pesar de ser su primer partido de la categoría, fue titular con la camiseta número 10 y ganaron 3 a 2. En ese encuentro jugó con Romelu Lukaku los 90 minutos, además tuvo como rival a Pajtim Kasami y Kerim Frei.
Para la temporada siguiente, se creó la Premier League sub-21, como máxima categoría de las reservas de los clubes. El 1 de septiembre de 2012 debutó en la nueva competición, ingresó al minuto 50 por Ruben Loftus-Cheek para enfrentar a Wolverhampton Wanderers, anotó su primer gol al minuto 58, brindó una asistencia y ganaron 5 a 0, jugó con Lucas Piazón y Lewis Baker.
El 12 de diciembre se enfrentó a Liverpool sub-21, ingresó para empezar el segundo tiempo cuando perdían 2 a 0, pero de inmediato les anotaron un tercer gol, Boga no perdió las esperanzas y en ocho minutos anotó dos goles, finalmente su compañero Baker empató el encuentro de penal, y finalizó 3 a 3.
Debutó con el plantel absoluto de Chelsea el 16 de julio de 2014 en un partido amistoso contra Wycombe Wanderers, cuando finalizó el la primera mitad ganaban los blues 1 a 0, para el segunda tiempo, Boga ingresó y brindó dos pases de gol para que termine el partido por 5 a 0. El 24 de julio, en otro encuentro amistoso, contra Wolfsberger AC, ingresó en el segundo tiempo pero el rival anotó un gol y al minuto 83 Boga convirtió su primer gol, el partido empató 1 a 1.

### Stade Rennais Football Club
Jérémie fue cedido a préstamo al Rennes, para jugar la temporada 2015/16 en Francia.
Debutó como profesional en una competición oficial el 18 de septiembre de 2015, fue contra Lille, ingresó al minuto 82 por Paul-Georges Ntep y empataron 1 a 1 en la fecha 6 de la Ligue 1.
El 28 de noviembre jugó como titular por primera vez, al minuto 44 anotó su primer gol oficial y finalmente empataron 2 a 2 ante Reims.
Tuvo una buena temporada, en la que disputó 27 partidos por el campeonato, más 4 por las copas nacionales, colaboró con 3 goles. Stade Rennes finalizó la Ligue 1 en octava posición, en la Copa de Francia, cayeron en la cuarta ronda, mientras que en la Copa de la Liga, fueron eliminados en octavos de final.

### Granada Club de Fútbol
El 6 de julio de 2016 fue anunciado como nuevo refuerzo para Granada en la temporada 2016/17.

### Birmingham City
El 28 de agosto de 2017 el Chelsea lo cedió a préstamo al Birmingham City de la Football League Championship por una temporada.

### Italia
El 21 de julio de 2018 fue transferido al Sassuolo Calcio que jugaba en la Serie A. Tras tres años y medio en el club y casi cien partidos en la máxima categoría del fútbol italiano, en enero de 2022 fue cedido al Atalanta B. C. con obligación de compra.

## Selección nacional
Fue parte de la selección de Francia en las categorías sub-16 y sub-19.
Viajó a Carmarthenshire para jugar dos partidos amistosos con la sub-16. Debutó con Francia el 18 de septiembre de 2012, fue titular y se enfrentó a Gales, al minuto 30 anotó su primer gol con la selección y ganaron 6 a 0. El 20 de septiembre jugaron la revancha, Boga ingresó en el segundo tiempo y ganaron 1 a 0.
Dos años después fue convocado nuevamente, esta vez para defender la sub-19 francesa en un torneo amistoso UEFA para 4 equipos ya clasificados al Campeonato de Europa Sub-19 de la UEFA 2015. Debutó con la sub-19 el 13 de noviembre de 2014 con el dorsal número 9, se enfrentó a Grecia y empataron sin goles. El segundo encuentro, fue el 15 de noviembre contra España, Boga fue suplente e ingresó al minuto 55 cuando perdían 5 a 0, finalmente su compañero Maxime Do Couto Teixeira anotó un tanto para descontar, perdieron 5 a 1. El último partido del cuadrangular fue el 17 de noviembre, su rival fue Alemania y ganaron 5 a 1, sin embargo Jérémie jugó el primer tiempo y luego fue sustituido. España ganó el cuadrangular al ganar los tres encuentros. Boga no fue convocado para el Campeonato de Europa sub-19 de 2015, Francia perdió en semifinales con España, quien se coronó campeón al vencer a Rusia en la final.
A finales del 2015, volvió a ser convocado por la sub-19, disputó 3 partidos amistosos en noviembre, contra Serbia, Suecia y Alemania. No fue considerado para la Ronda Élite del Europeo sub-19 de 2016, instancia en la que aseguraron su presencia en la competición. Tuvo una oportunidad final con la sub-19 en el Torneo de Suwon, en Corea del Sur, en el mes de mayo de 2016, disputó los 3 partidos amistosos del cuadrangular, y si bien ganaron el primer encuentro contra Japón, fueron derrotados en los siguientes contra el local y Brasil. En la lista definitiva para jugar el Campeonato Europeo sub-19, no fue incluido.

## Estadísticas

### Clubes
Actualizado al 12 de agosto de 2025.
| Club                             | Div.          | Temporada     | Liga  | Liga  | Copas nacionales | Copas nacionales | Torneos internacionales | Torneos internacionales | Total | Total |
| Club                             | Div.          | Temporada     | Part. | Goles | Part.            | Goles            | Part.                   | Goles                   | Part. | Goles |
| -------------------------------- | ------------- | ------------- | ----- | ----- | ---------------- | ---------------- | ----------------------- | ----------------------- | ----- | ----- |
| Stade Rennais F. C. Francia      | 1.ª           | 2015-16       | 27    | 2     | 4                | 1                | —                       | —                       | 31    | 3     |
| Stade Rennais F. C. Francia      | Total club    | Total club    | 27    | 2     | 4                | 1                | 0                       | 0                       | 31    | 3     |
| Granada C. F. · España           | 1.ª           | 2016-17       | 26    | 2     | 1                | 0                | —                       | —                       | 27    | 2     |
| Granada C. F. · España           | Total club    | Total club    | 26    | 2     | 1                | 0                | 0                       | 0                       | 27    | 2     |
| Chelsea F. C. Inglaterra         | 1.ª           | 2017-18       | 1     | 0     | 0                | 0                | 0                       | 0                       | 1     | 0     |
| Chelsea F. C. Inglaterra         | Total club    | Total club    | 1     | 0     | 0                | 0                | 0                       | 0                       | 1     | 0     |
| Birmingham City F. C. Inglaterra | 2.ª           | 2017-18       | 31    | 2     | 3                | 0                | —                       | —                       | 34    | 2     |
| Birmingham City F. C. Inglaterra | Total club    | Total club    | 31    | 2     | 3                | 0                | 0                       | 0                       | 34    | 2     |
| U. S. Sassuolo Calcio · Italia   | 1.ª           | 2018-19       | 25    | 3     | 2                | 0                | —                       | —                       | 27    | 3     |
| U. S. Sassuolo Calcio · Italia   | 1.ª           | 2019-20       | 34    | 11    | 1                | 0                | —                       | —                       | 35    | 11    |
| U. S. Sassuolo Calcio · Italia   | 1.ª           | 2020-21       | 27    | 4     | 1                | 0                | —                       | —                       | 28    | 4     |
| U. S. Sassuolo Calcio · Italia   | 1.ª           | 2021-22       | 12    | 0     | 0                | 0                | —                       | —                       | 12    | 0     |
| U. S. Sassuolo Calcio · Italia   | Total club    | Total club    | 98    | 18    | 4                | 0                | 0                       | 0                       | 102   | 18    |
| Atalanta B. C. · Italia          | 1.ª           | 2021-22       | 15    | 0     | 1                | 1                | 6                       | 1                       | 22    | 2     |
| Atalanta B. C. · Italia          | 1.ª           | 2022-23       | 23    | 2     | 2                | 0                | —                       | —                       | 25    | 2     |
| Atalanta B. C. · Italia          | Total club    | Total club    | 38    | 2     | 3                | 1                | 6                       | 1                       | 47    | 4     |
| O. G. C. Niza Francia            | 1.ª           | 2023-24       | 28    | 6     | 1                | 0                | ―                       | ―                       | 29    | 6     |
| O. G. C. Niza Francia            | 1.ª           | 2024-25       | 21    | 1     | 0                | 0                | 3                       | 2                       | 24    | 3     |
| O. G. C. Niza Francia            | 1.ª           | 2025-26       | 0     | 0     | 0                | 0                | 2                       | 0                       | 2     | 0     |
| O. G. C. Niza Francia            | Total club    | Total club    | 49    | 7     | 1                | 0                | 5                       | 2                       | 55    | 9     |
| Total carrera                    | Total carrera | Total carrera | 270   | 33    | 16               | 2                | 11                      | 3                       | 297   | 38    |

### Selecciones
Actualizado al 22 de mayo de 2016.
Último partido citado: Brasil 2 - 1 Francia
| Selección      | Temporada     | Continental | Continental | Mundial | Mundial | Amistosos | Amistosos | Total | Total |
| Selección      | Temporada     | Part.       | Goles       | Part.   | Goles   | Part.     | Goles     | Part. | Goles |
| -------------- | ------------- | ----------- | ----------- | ------- | ------- | --------- | --------- | ----- | ----- |
| Sub-16 Francia | 2012-13       | -           | -           | -       | -       | 2         | 1         | 2     | 1     |
| Sub-16 Francia | Total sel.    | -           | -           | -       | -       | 2         | 1         | 2     | 1     |
| Sub-19 Francia | 2014-15       | -           | -           | -       | -       | 3         | 0         | 3     | 0     |
| Sub-19 Francia | 2015-16       | -           | -           | -       | -       | 7         | 0         | 7     | 0     |
| Sub-19 Francia | Total sel.    | -           | -           | -       | -       | 10        | 0         | 10    | 0     |
| Total carrera  | Total carrera | -           | -           | -       | -       | 12        | 1         | 12    | 1     |

## Palmarés

### Títulos internacionales
| Título                    | Equipo          | Sede            | Año  |
| ------------------------- | --------------- | --------------- | ---- |
| Copa Africana de Naciones | Costa de Marfil | Costa de Marfil | 2023 |